# 奕禮
奉恩輔國公奕禮（1792年2月21日—1849年5月15日），副都統綿懷第一子，母妻戴佳氏，其父為全德，恆親王系第九代。
他在乾隆五十七年正月（1792年）出生，道光十八年四月（1838年）接替族叔成為恆親王第九代，但因為恆親王並非世襲罔替的爵位，因此他的封爵只是奉恩輔國公。
道光二十九年四月（1849年），他去世，虛歲五十八歲，由長子載茯承襲恆親王系第十代。

## 家庭
- 父宗室绵怀，副都统。
- 嫡妻富察氏（祖父鑲黃旗滿洲、一等子爵明仁；祖伯父明義，著有《綠煙鎖窗集》）；继妻鈕祜祿氏（父镶黄旗满洲兵部尚書福慶，姑母鈕祜祿氏封乾隆帝之順貴人）。
- 子宗室載茂。妻高佳氏（父镶黄旗满洲吉郎阿，袭一等男，廣東、浙江副將；祖父書麟，一等男爵，两江、闽浙、湖广总督；曾祖文淵閣大學士高晉）。